# Сера
Сера (порт. Serra) град је у Бразилу у савезној држави Еспирито Санто. Према процени из 2007. у граду је живело 385.370 становника.

## Становништво
Према процени из 2007. у граду је живело 385.370 становника.
| 1991.   | 2000.   |
| ------- | ------- |
| 222,158 | 321,181 |